# جوناثان هاريس (متسابق يخت)
جوناثان هاريس (بالإنجليزية: Jonathan Harris)‏ هو متسابق يخت أسترالي، ولد في 31 أكتوبر 1955.

## وصلات خارجية
- جوناثان هاريس على موقع الاتحاد الدولي للملاحة الشراعية (موقع جديد) (الإنجليزية)
- جوناثان هاريس على موقع الاتحاد الدولي للملاحة الشراعية (موقع قديم) (الإنجليزية)
- جوناثان هاريس على موقع Paralympic.org (الإنجليزية)
- جوناثان هاريس على موقع اللجنة البارالمبية الأسترالية (الإنجليزية)